# Catas Altas da Noruega
Catas Altas da Noruega est une municipalité brésilienne de l'État du Minas Gerais et la microrégion de Conselheiro Lafaiete.